# Llista de monuments de Capçanes
Aquest article és una llista de monuments de Capçanes inclosos en l'Inventari del Patrimoni Arquitectònic Català pel municipi de Capçanes (Priorat). Inclou els inscrits en el Registre de Béns Culturals d'Interès Nacional (BCIN) amb la classificació de monuments històrics, els Béns Culturals d'Interès Local (BCIL) de caràcter immoble i la resta de béns arquitectònics integrants del patrimoni cultural català.
| Monument                                          | Protecció | Estil/època                  | Localització                                    | Coordenades                                          | Codi?     | Imatge |
| ------------------------------------------------- | --------- | ---------------------------- | ----------------------------------------------- | ---------------------------------------------------- | --------- | --- |
| Església del Natalici de la Mare de Déu           | BCIL 1982 | Barroc XVIII                 | Capçanes Pl. de l'Església, 3                   | 41° 06′ 00″ N, 0° 46′ 53″ E / 41.100067°N,0.781288°E | IPA-11131 | Església del Natalici de la Mare de Déu (Capçanes) · Vegeu més fotos d'aquest monument · Carregueu una nova foto d'aquest monument |
| Font pública                                      | BCIL 2010 | Obra popular XX (1932)       | Capçanes C. de la Font, 2                       | 41° 06′ 00″ N, 0° 46′ 54″ E / 41.100130°N,0.781726°E | IPA-11132 | Font pública (Capçanes) · Vegeu més fotos d'aquest monument · Carregueu una nova foto d'aquest monument                            |
| La Torreta                                        |           | Obra popular Medieval        | Capçanes Al costat ctra. el Guiamets - Capçanes | 41° 06′ 12″ N, 0° 46′ 21″ E / 41.103270°N,0.772434°E | IPA-11133 | Carregueu una nova foto d'aquest monument                                                                                          |
| Mas Francisco, o Can Francisco                    |           | Obra popular XIX (1880)      | Capçanes C. de l'Abadia, 13                     | 41° 06′ 00″ N, 0° 46′ 55″ E / 41.099875°N,0.782056°E | IPA-11135 | Carregueu una nova foto d'aquest monument                                                                                          |
| Can Gavaldà                                       |           | Obra popular XIX             | Capçanes C. de la Plaça Vella                   | 41° 05′ 58″ N, 0° 46′ 54″ E / 41.099555°N,0.781793°E | IPA-11136 | Carregueu una nova foto d'aquest monument                                                                                          |
| Can Climent                                       |           | Obra popular, gòtic Medieval | Capçanes C. de la Fou, 1                        | 41° 05′ 58″ N, 0° 46′ 55″ E / 41.099360°N,0.781990°E | IPA-11137 | Carregueu una nova foto d'aquest monument                                                                                          |
| Cal Josepó                                        |           | Obra popular XIX (1870)      | Capçanes C. Major, 23                           | 41° 05′ 59″ N, 0° 46′ 51″ E / 41.099755°N,0.780744°E | IPA-11138 | Carregueu una nova foto d'aquest monument                                                                                          |
| Cal Batista                                       |           | Obra popular XIX (1886)      | Capçanes C. Major, 5                            | 41° 05′ 59″ N, 0° 46′ 51″ E / 41.099782°N,0.780958°E | IPA-11139 | Carregueu una nova foto d'aquest monument                                                                                          |
| Mas de la Vall                                    | BCIL 2008 |                              | Capçanes Inici de la riera de la Vall           | 41° 04′ 50″ N, 0° 48′ 50″ E / 41.0806°N,0.81394°E    | IPA-38224 | Carregueu una nova foto d'aquest monument                                                                                          |
| Dipòsit regulador de Capçanes                     | BCIL 2012 |                              | Capçanes Partida Serrat                         | 41° 06′ 03″ N, 0° 46′ 46″ E / 41.10087°N,0.77946°E   | IPA-41718 | Carregueu una nova foto d'aquest monument                                                                                          |
| Rentadors i abeurador de Capçanes                 | BCIL 2012 | Obra popular XX              | Capçanes C. de les Eres - c. Llaberia           | 41° 06′ 02″ N, 0° 46′ 59″ E / 41.100419°N,0.783082°E | IPA-41719 | Carregueu una nova foto d'aquest monument                                                                                          |
| Forn del Mas d'en Francisco                       |           | Obra popular XX              | Capçanes Mas d'en Francisco                     |                                                      | IPA-45198 | Carregueu una nova foto d'aquest monument                                                                                          |
| Molí fariner Mas d'en Pou                         |           | Obra popular XX              | Capçanes Embassament de Guianers                |                                                      | IPA-45201 | Carregueu una nova foto d'aquest monument                                                                                          |
| Molí fariner de les Sors                          |           | Obra popular XX              | Capçanes Camí de la Vall - camí de les Taules   |                                                      | IPA-45202 | Carregueu una nova foto d'aquest monument                                                                                          |
| Forn de calç del barranc de Portadeix             |           | Obra popular XX              | Capçanes                                        |                                                      | IPA-45203 | Carregueu una nova foto d'aquest monument                                                                                          |
| Forn de calç del barranc de la Canyera            |           | Obra popular XX              | Capçanes                                        |                                                      | IPA-45204 | Carregueu una nova foto d'aquest monument                                                                                          |
| Forn rajoler Mas Collet                           |           | Obra popular XX              | Capçanes                                        |                                                      | IPA-45205 | Carregueu una nova foto d'aquest monument                                                                                          |
| Forn de calç les Taules                           |           | Obra popular XX              | Capçanes                                        |                                                      | IPA-45206 | Carregueu una nova foto d'aquest monument                                                                                          |
| Forn rajoler dels Horts                           |           | Obra popular XX              | Capçanes                                        |                                                      | IPA-45207 | Carregueu una nova foto d'aquest monument                                                                                          |
| Forn de calç del barranc del Collet               |           | Obra popular XX              | Capçanes Teixar                                 |                                                      | IPA-45208 | Carregueu una nova foto d'aquest monument                                                                                          |
| Forn de calç Racó de l'Escaleta, o Tossal del Mig |           | Obra popular XX              | Capçanes                                        |                                                      | IPA-45209 | Carregueu una nova foto d'aquest monument                                                                                          |
| Molí del Mas de Cal Pere Blanc                    |           | Obra popular XX              | Capçanes                                        |                                                      | IPA-45211 | Carregueu una nova foto d'aquest monument                                                                                          |
| Molí dels Horts                                   |           | Obra popular XX              | Capçanes                                        |                                                      | IPA-45212 | Carregueu una nova foto d'aquest monument                                                                                          |
| Molí del Colletà, o Mas Collet                    |           | Obra popular XX              | Capçanes                                        |                                                      | IPA-45213 | Carregueu una nova foto d'aquest monument                                                                                          |
| Molí del Mas de la Vall al barranc                |           | Obra popular XIX-XX          | Capçanes                                        |                                                      | IPA-45214 | Carregueu una nova foto d'aquest monument                                                                                          |
| Forn de calç Mas de la Vall                       |           | Obra popular XX              | Capçanes                                        |                                                      | IPA-45215 | Carregueu una nova foto d'aquest monument                                                                                          |
| Forn rajoler Mas d'en Francisco II                |           | Obra popular XX              | Capçanes                                        |                                                      | IPA-45216 | Carregueu una nova foto d'aquest monument                                                                                          |
| Forn rajoler Mas d'en Francisco I                 |           | Obra popular XX              | Capçanes Mas d'en Francisco                     |                                                      | IPA-45221 | Carregueu una nova foto d'aquest monument                                                                                          |
| Molí fariner del Mas d'en Francisco               |           | Obra popular XX              | Capçanes Mas d'en Francisco                     |                                                      | IPA-45222 | Carregueu una nova foto d'aquest monument                                                                                          |
| Molí d'oli de les Sorts                           |           | Obra popular XX              | Capçanes Camí de la Vall - camí de les Taules   |                                                      | IPA-45223 | Carregueu una nova foto d'aquest monument                                                                                          |
| Forn de calç de la Font d'en Teixà II             |           | Obra popular XX              | Capçanes Font d'en Teixà                        |                                                      | IPA-45224 | Carregueu una nova foto d'aquest monument                                                                                          |
| Forn de calç de la Font d'en Teixà I              |           | Obra popular XX              | Capçanes Font d'en Teixà                        |                                                      | IPA-45225 | Carregueu una nova foto d'aquest monument                                                                                          |
| El Molinot                                        |           | Obra popular XIX-XX          | Capçanes Hort dels Molins                       |                                                      | IPA-45226 | Carregueu una nova foto d'aquest monument                                                                                          |
| Molí fariner del Mas de la Vall al mas            |           | Obra popular XIX-XX          | Capçanes Mas de la Vall                         |                                                      | IPA-45227 | Carregueu una nova foto d'aquest monument                                                                                          |